# Paul Pimsleur
Paul Pimsleur (17 ottobre 1927 – 22 giugno 1976) è stato un linguista statunitense.
Fu uno degli esperti mondiali in linguistica applicata. Insegnò fonetica e fonemica francese alla University of California, Los Angeles dopo aver ottenuto il suo Ph.D. in francese e un master in statistica psicologica dalla Columbia University. Dopo aver lasciato UCLA, Pimsleur diventò professore di facoltà nello stato dell'Ohio, dove insegnò francese, e nell'università di Albany, dove tenne una doppia cattedra universitaria in educazione e francese.
La sua ricerca si focalizzò sul processo di acquisizione di una lingua, specialmente l'apprendimento organico dei bambini che parlano una lingua senza conoscerne la sua struttura formale. Per questo, studiò il processo d'apprendimento di gruppi formati da bambini, adulti, ed adulti multilingui. Il risultato di questo studio fu il sistema d'apprendimento linguistico Pimsleur.
| Controllo di autorità | VIAF (EN) 42961292 · ISNI (EN) 0000 0001 1760 3244 · LCCN (EN) n50009646 · GND (DE) 1055204016 · J9U (EN, HE) 987007463193405171 |